# Shawmut-Halbinsel

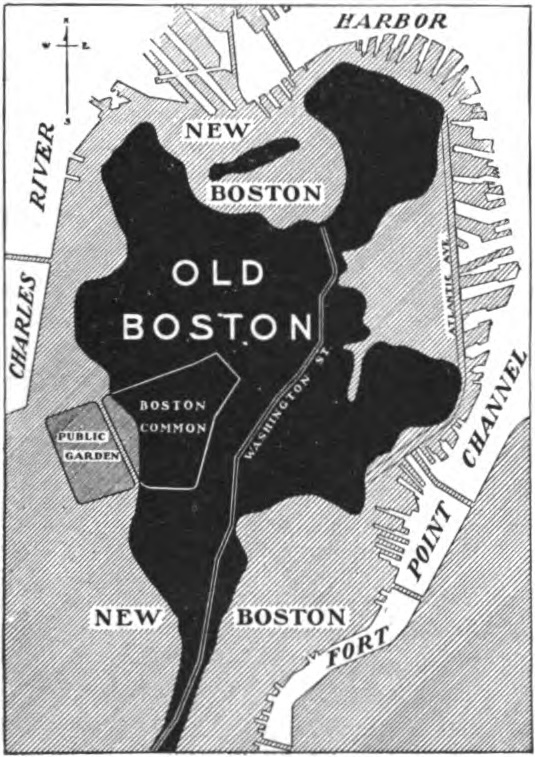
Die Darstellung zeigt die ursprüngliche Form der Halbinsel. Die mit „New Boston“ gekennzeichneten grauen Bereiche wurden aufgefüllt.

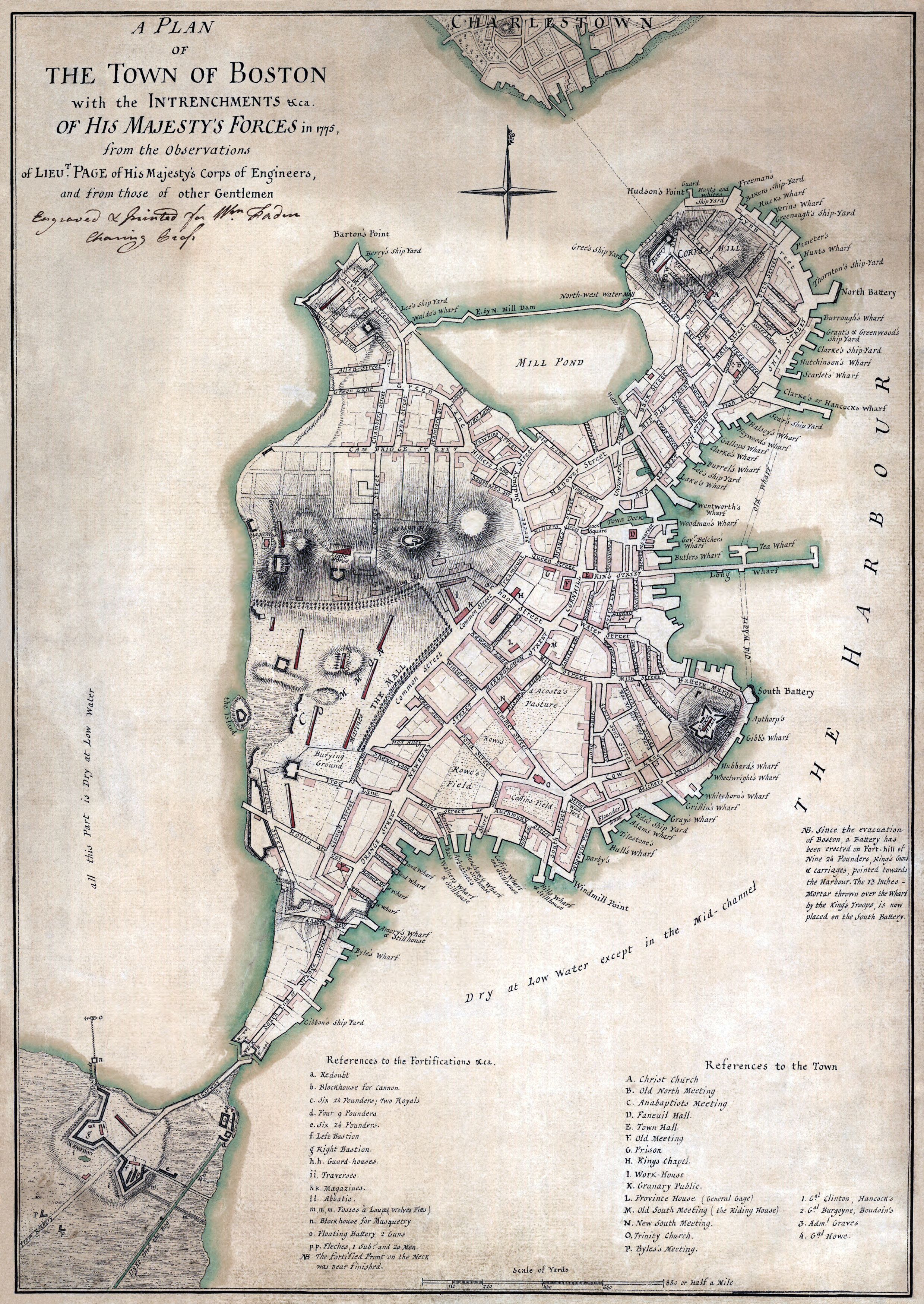
Karte der Shawmut-Halbinsel aus dem Jahr 1775 mit eingezeichneten taktischen Positionen aus der Perspektive der British Army

Die Shawmut-Halbinsel ist in der Sprache der Indianer die Bezeichnung der Landspitze, auf der die Stadt Boston im Bundesstaat Massachusetts der Vereinigten Staaten errichtet wurde. Die Halbinsel, die ursprünglich lediglich knapp 789 Acres (3,2 km²) maß, wurde durch Landgewinnungsmaßnahmen im 19. Jahrhundert in ihrer Fläche fast verdoppelt.

## Geologie und ursprüngliche Topografie
Wie der Großteil der Landschaft in Massachusetts wurde auch die Shawmut-Halbinsel durch Glaziale Erosion und durch vom Rückzug der Gletscher hervorgerufene Moränen am Ende der letzten Eiszeit geformt. Die Topografie der Halbinsel wurde durch drei Hügel bestimmt: Copps Hill im heutigen Stadtteil North End, Fort Hill im heutigen Financial District und Trimountain im heutigen Beacon Hill. Von den drei Hügeln war der Trimountain als steiles Massiv mit drei Gipfeln bei weitem der größte. Im Laufe der Zeit wurde der Name auf Tremont verkürzt. Im Süden gab es mit dem Boston Neck einen engen Isthmus, der die Halbinsel mit dem Festland bei Roxbury verband.

## Besiedlung durch die Briten
Der Name Shawmut ist vom Algonkin-Wort Mashauwomuk abgeleitet, dessen tatsächliche Bedeutung nicht bekannt ist. Die erste aufgezeichnete Benutzung des Wortes Shawmutt als Bezeichnung für die Halbinsel stammt aus dem Jahr 1630, als der Einsiedler William Blaxton John Winthrop schriftlich dazu einlud, seine Siedlung vom heutigen Charlestown auf die Halbinsel zu verlegen. Auf der Charlestown-Halbinsel gab es nicht genügend Trinkwasser, während die Shawmut-Halbinsel über einen „exzellenten Brunnen“ auf der Nordseite – dem heutigen Beacon Hill – verfügte.

## Landgewinnung
Im Jahr 1820 wurden die ersten Projekte zur Landgewinnung umgesetzt und bis 1900 fortgeführt. Dadurch entstanden die Bostoner Stadtteile South End, Back Bay und Fenway–Kenmore. Die Back Bay Fens, eine urbane Wildnis mit Süßwasservorkommen, sind ein Überbleibsel der Salzwiesen, die einst die Halbinsel umgaben.
Obwohl diese Projekte das Ökosystem der ehemaligen Feuchtgebiete zerstörten und unter der heutigen Umweltschutzgesetzgebung wahrscheinlich gar nicht genehmigungsfähig wären, wurden sie aus zwei Gründen als ein großer Gewinn für die Gemeinschaft angesehen: Erstens wurden die faulig riechenden Wattgebiete eliminiert, die durch Abwässer verdreckt gewesen waren, und zweitens wurde Bauland geschaffen, das heute zu den wertvollsten Grundstücken in ganz Neuengland zählt.